# قائمة أنواع اللويزة
يوجد عدة أنواع من جنس اللويزة:	  
- لويزة إبطية (الاسم العلمي: Aloysia axillaris)
- لويزة أحادية الوجه (الاسم العلمي: Aloysia unifacialis)
- لويزة برازيلية (الاسم العلمي: Aloysia brasiliensis)
- لويزة بوليفية (الاسم العلمي: Aloysia boliviensis)
- لويزة بيروفية (الاسم العلمي: Aloysia peruviana)
- لويزة بيكي (الاسم العلمي: Aloysia beckii)
- لويزة ثلاثية الأوراق (الاسم العلمي: Aloysia ternifolia)
- لويزة جميلة (الاسم العلمي: Aloysia pulchra)
- لويزة دقيقة الأوراق (الاسم العلمي: Aloysia leptophylla)
- لويزة دودسونية (الاسم العلمي: Aloysia dodsoniorum)
- لويزة دودية (الاسم العلمي: Aloysia minthiosa)
- لويزة دوسني (الاسم العلمي: Aloysia dusenii)
- لويزة رايتي (الاسم العلمي: Aloysia wrightii)
- لويزة رمحية مقلوبة (الاسم العلمي: Aloysia oblanceolata)
- لويزة ريشي (الاسم العلمي: Aloysia reichii)
- لويزة سنبلية كثيفة (الاسم العلمي: Aloysia densispicata)
- لويزة سنديانية الأوراق (الاسم العلمي: Aloysia chamaedryfolia)
- لويزة عصوية (الاسم العلمي: Aloysia virgata)
- لويزة غنتري (الاسم العلمي: Aloysia gentryi)
- لويزة فبريجي (الاسم العلمي: Aloysia fiebrigii)
- لويزة فونكي (الاسم العلمي: Aloysia foncki)
- لويزة قاربية (الاسم العلمي: Aloysia naviculata)
- لويزة قصعينية الورق (الاسم العلمي: Aloysia salviifolia)
- لويزة كبيرة السنبلة (الاسم العلمي: Aloysia macrostachya)
- لويزة لحوية (الاسم العلمي: Aloysia barbata)
- لويزة لوسري (الاسم العلمي: Aloysia looseri)
- لويزة لويزية (الاسم العلمي: Aloysia aloysioides)
- لويزة ليمونية (الاسم العلمي: Aloysia citriodora)
- لويزة متعددة السنابل (الاسم العلمي: Aloysia polystachya)
- لويزة محدودة (الاسم العلمي: Aloysia lomaplatae)
- لويزة مرضية (الاسم العلمي: Aloysia gratissima)
- لويزة مضللة (الاسم العلمي: Aloysia decipiens)
- لويزة مغزرية الورق (الاسم العلمي: Aloysia polygalifolia)
- لويزة مفرضة (الاسم العلمي: Aloysia crenata)
- لويزة مقشرة اللحاء (الاسم العلمي: Aloysia decorticans)
- لويزة مقوسة الورق (الاسم العلمي: Aloysia arcuifolia)
- لويزة ملعقية (الاسم العلمي: Aloysia spathulata)
- لويزة منخفضة (الاسم العلمي: Aloysia depressa)
- لويزة هراري (الاسم العلمي: Aloysia herrerae)
- لويزة (الاسم العلمي: Aloysia ayacuchensis)
- لويزة (الاسم العلمي: Aloysia casadensis)
- لويزة (الاسم العلمي: Aloysia castellanosii)
- لويزة (الاسم العلمي: Aloysia catamarcensis)
- لويزة (الاسم العلمي: Aloysia chiapensis)
- لويزة (الاسم العلمي: Aloysia famatinensis)
- لويزة (الاسم العلمي: Aloysia hatschbachii)
- لويزة (الاسم العلمي: Aloysia krapovickasii)
- لويزة (الاسم العلمي: Aloysia mizquensis)
- لويزة (الاسم العلمي: Aloysia nahuire)
- لويزة (الاسم العلمي: Aloysia scorodonioides)
- لويزة (الاسم العلمي: Aloysia sonorensis)